# Баум, Штефи
Штефи Баум (швед. Stefi Baum; род. 11 декабря 1958, Чикаго, Иллинойс, США) — американский астроном. В 1993 году Американское астрономическое общество отметило ее работу, присудив ей премию Энни Кэннона. Баум помогла разработать телескоп Хаббл, а начиная с 2004 года была директором Рочестерского института технологий.

## Биография

### Рання жизнь
Баум родилась 11 декабря 1958 года в Чикаго (штат Иллинойс). Родилась в семье математика Леонарда Баума. Училась в Принстонской государственной средней школе в Принстоне (штат Нью-Джерси), которую закончила в 1976 году. Баум получила степень бакалавра наук по физике в Гарвардском университете, который окончила с отличием, а также докторскую степень по астрономии в Университете Мэриленда. В настоящее время Штефи Баум является деканом факультета наук и профессором физики и астрономии в Университете Манитобы.

### Карьера
Баум занимает должность декана факультета наук в Университете Манитобы и является профессором физики и астрономии. C сентября 2011 года по июль 2012 года получала стипендию Cashin в Институте повышения квалификации Radcliffe. С 2002 по 2004 год Штефи Баум являлась старшим научным сотрудником в Государственном департаменте США и Американском институте физики. С 1999 по 2002 год была руководителем отдела инженерных и программных услуг на STScl. В 1999 году она также занимала должность заместителя отдела науки и техники. С 1996 по 1998 год Баум была руководителем отдела спектрографии. С 1991 по 1995 годы — архивным сотрудником в STScl. В 1990—1991 годах Штефи Баум получала стипендию в Университете Джонса Хопкинса. С 1987 по 1990 год она проводила астрономические исследования в Нидерландском фонде исследований по астрономии.

## Награды
- 1993: Премия Энни Кэннон